# الشركة الكيميائية المتحدة
الشركة الكيميائية المتحدة (بالقازاقية: Біріккен химиялық компания) , (Birikken hımııalyq kompanııa) ; (الروسية: Объединенная химическая компания) - شركة مملوكة للدولة في كازاخستان تأسست في عام 2009 بقرار من مجلس إدارة "صندوق الرعاية الوطنية الكازاخية " سامروك-كازينا " جيه أس سي اعتبارًا من 28 نوفمبر 2008؛ المشغل الرئيسي لبرنامج الدولة لتسريع الصناعة والزراعة و التطوير المبتكر للصناعة الكيميائية . وتقوم الشركة الكيميائية المتحدة حالياً بتنفيذ عدد من المشاريع الاستثمارية، والتي تشمل المنتجات القائمة والتي يجري تحديثها، بالإضافة إلى المشاريع المنشأة حديثاً في الصناعة الكيميائية في كازاخستان. منتجاتها مخصصة لمختلف الصناعات، بما في ذلك صناعة تعدين الذهب والزراعة وغيرها.
وكجزء من مهمة الشركة، تم اتخاذ الإجراءات اللازمة لتحديث المؤسسات الكيميائية الكازاخستانية الحالية وتنظيم إنتاج أكثر من 20 نوعًا جديدًا من المنتجات الكيميائية. تطوير مشاريع تنافسية في الصناعة الكيميائية تهدف إلى تصنيع منتجات عالية التقنية وموجهة للتصدير ومبتكرة ذات قيمة مضافة عالية؛ إنشاء مشاريع لتصنيع منتجات كيميائية لم يتم إنتاجها من قبل في كازاخستان - سيانيد الصوديوم ، وكبريتات البوتاسيوم ، والبولي بروبيلين وأكسيد البروبيلين، والغليفوسات ، وكلوريد الكالسيوم ، والبولي إيثيلين، والبولي فينيل كلورايد ، والملدنات الفائقة للخرسانة، والمواد المضافة للزيوت، وكواشف التعويم، وغيرها من المنتجات .